# Provincia de Annobón
Annobón es una provincia de Guinea Ecuatorial, se encuentra a solo a unos 185 km de Santo Tomé y Príncipe y a 350 km del litoral africano de Gabón. La isla en la cual se ubica la provincia es la menor y la más alejada del continente de las islas del golfo de Guinea.
Su capital es la ciudad de San Antonio de Palé. Su territorio se corresponde con el estado no reconocido de la República de Annobón que declaró su independencia de Guinea Ecuatorial el 8 de julio de 2022.

## Geografía
Es la única isla del país localizada en el hemisferio sur en los 1°26′7″ S y los 5°37′51″ E. Está conformada por Annobón y sus islotes aledaños. Su capital se sitúa en el extremo norte de la isla. Los otros tres poblados se encuentran el sur de la isla: Toto, Aual y Mabana. El punto más alto es el Monte Francos a 598 metros sobre el nivel del mar. Posee un lago interior denominado Lago A Pot, situado en la zona central de la isla.

## Economía y medio ambiente
En 1988, el gobierno de Guinea Ecuatorial acordó conceder 200 hectáreas de terreno en Annobón a los americanos del Axim Consortium Group durante diez años, a cambio de 1,2 millones de dólares. El objetivo era enterrar 2 millones de bidones de residuos químicos. También se firmó otro acuerdo para el enterramiento de bidones de productos tóxicos con una empresa británica.
La revelación del contrato por la prensa internacional provocó las críticas de Gabón y Nigeria, preocupados por las consecuencias medioambientales de un vertedero de este tipo en sus propias aguas territoriales. Según Samuel Mba Mombe, médico ecuatoguineano exiliado en Alemania, en Annobón se enterraron residuos tóxicos durante toda la década de 1990.

## Demografía
La población en 2013 era de 20 741 habitantes.

## División político-administrativa
La Provincia está constituida de los siguientes Municipios y Distritos:

### Municipios
- San Antonio de Palé
- Mabana

### Distritos
- Annobón (con 3 Consejos de Poblados): Anganchi, Aual y Mabana